# Saint-Mesmes
Saint-Mesmes ist eine französische Gemeinde mit 596 Einwohnern (Stand 1. Januar 2022) im Département Seine-et-Marne in der Region Île-de-France. Der Ort befindet sich 8,5 Kilometer östlich von Mitry-Mory an der Landstraße D404.

## Sehenswürdigkeiten
- Kirche St-Maxime, erbaut ab dem 12. Jahrhundert

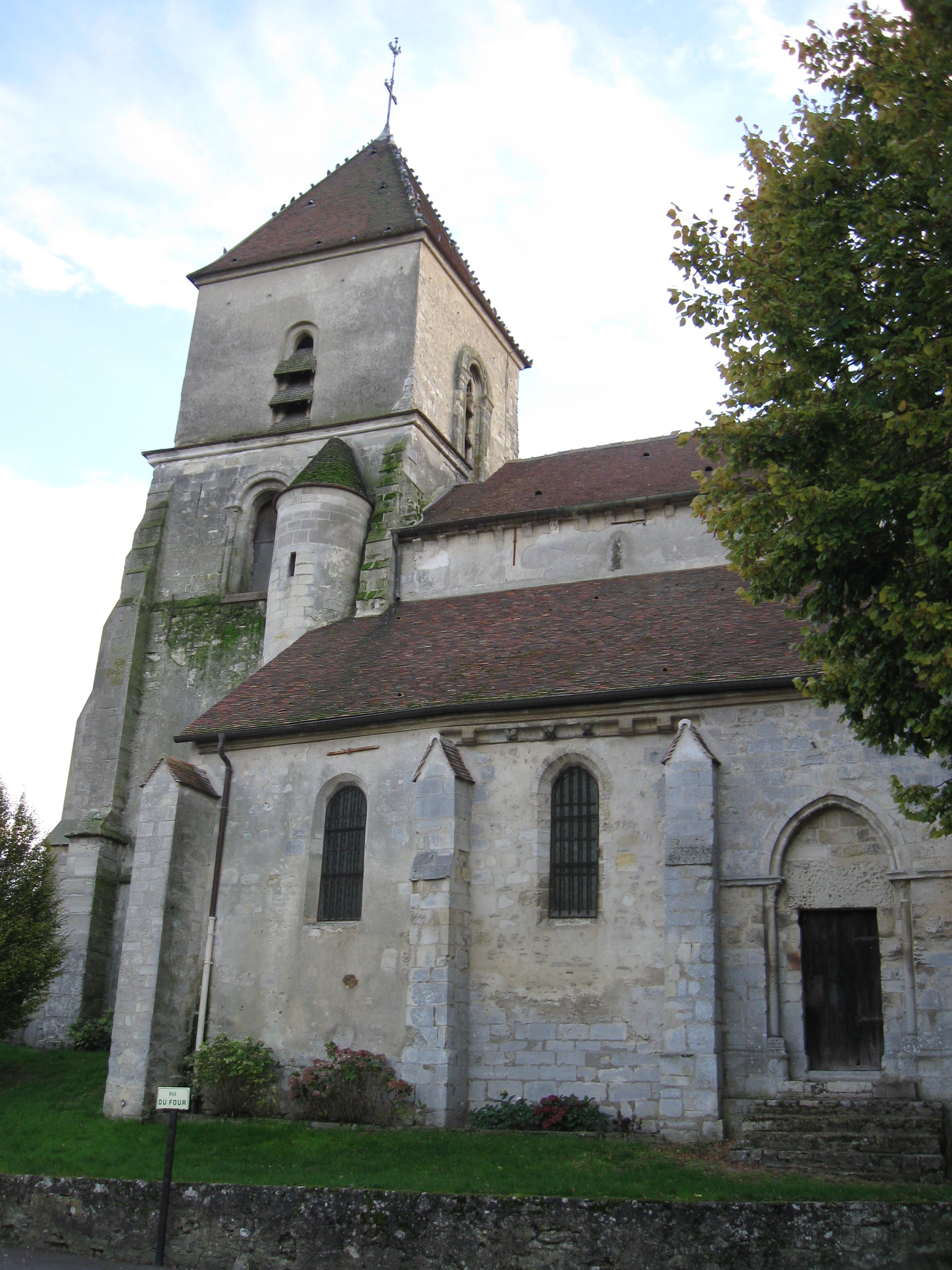
Kirche St-Maxime

- Taubenturm, erbaut um 1740